# Bódy Irén
Bódy Irén (Budapest, 1925. november 5. – Budapest, 2011. szeptember 25.) Munkácsy Mihály-díjas magyar iparművész, textilművész, a Széchenyi Irodalmi és Művészeti Akadémia rendes tagja (1993).

## Életpályája
Gyermekéveit Veszprémben töltötte, a Festő utcában, amely utcában Húsvét Lajos kékfestő műhelyt működtetett. Bódy Irén már gyermekkorában itt eljegyezte magát a kékfestéssel, további tanulmányait is ez határozta meg.
Felsőfokú tanulmányokat a Magyar Iparművészeti Főiskolán (1948-1952) folytatott nyomott anyag tervező szakon, ahol mesterei: Molnár Béla, Rozs Endre és a kékfestő mesterek, köztük Húsvét Lajos, Jakkel Sándor, id. Gál Gyula, Tóth István, Kovács Miklós. Diplomája megszerzése után a kispesti textilgyárban (1952-1959), majd az Iparművészeti Vállalat Studiójában (1959-1962) volt ipari tervező, 1963-tól önállóan dolgozott otthonában, saját asztalán tervezett nyomódúcai mintáinak zseniális egybekapcsolásával.
Bódy Irén  festői világának tárgya a kékfestés, mintegy beemelte művészeti világába a kékfestést, mely a népművészet és a művészet határán mozgó mesterség. A kékfestő nyomódúcokat elemként, motívumként, talán sajátos ready-madejeiként kezelte és folyamatosan építkezett belőlük. A geometrikus, növényi vagy állatformákat ábrázoló dúcok segítségével először verdürt készített, szép iparművészeti munkák kerültek ki keze alól (függönyök, abroszok, ruhák, kötények, naptárak), majd megszületett legjelesebb alkotása a Kékfestő paradicsom című, amely a bibliai Ádám és Éva történetét dúcokkal ábrázolta. Később anyagot váltott, dúcait vászon, pamutszövet (karton) helyett pamutbársonyra, majd selyemre nyomta, a bársony sejtelmessé, a selyem játékossá teszi motívumvilágát.

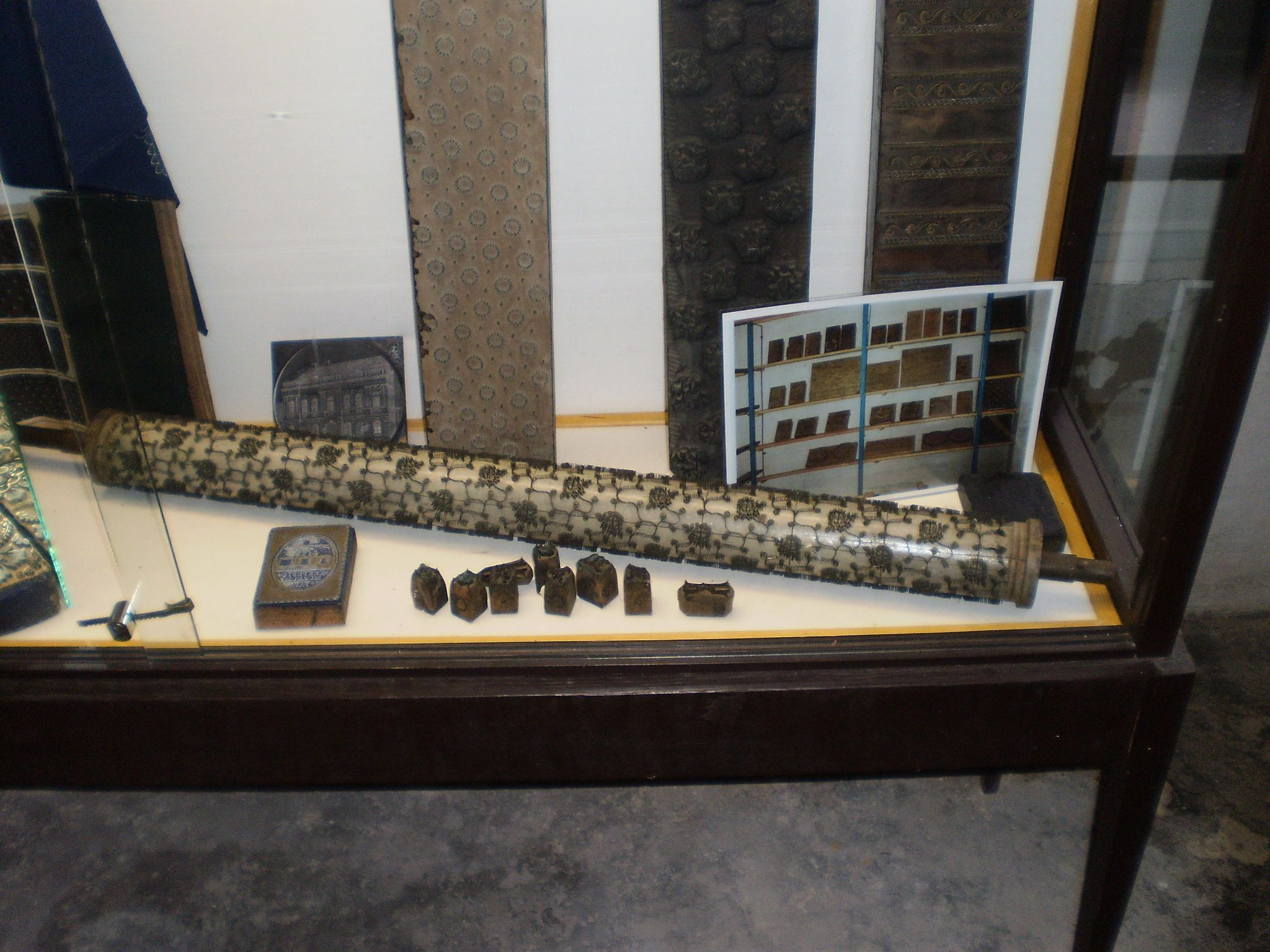
Nyomódúcok a Kékfestő Múzeumban Pápán

Első egyéni kiállításai Budapesten, a Csók István Galériában voltak 1962-ben és 1967-ben, ezután gyakran szerepelt munkáival itthon és külföldön is, köztük Kanadában mutatkozott be az 1974-es Iparművészeti Világkiállításon. 1990 óta munkáit a pápai Kékfestő Múzeumnak adományozta, ott működik tiszteletére már 1991-92 óta állandó gyűjteményes kiállítás.

## Kiállításai (válogatás)[6]

### Egyéni
- 1962, 1967 • Csók Galéria, Budapest
- 1969 • Fészek Galéria, Budapest
- 1970 • Iparművészeti Múzeum, Budapest • Bakonyi Múzeum, Veszprém • Művelődési Ház, Dunaújváros
- 1971 • Kossuth Múzeum, Cegléd
- 1973 • Múzeum, Nagykőrös
- 1974 • Magyar Intézet, Varsó • Művelődési Ház, Szeged és Zalaegerszeg
- 1975 • Városháza, Brest • Amiens • Calais
- 1976 • Galerie Sin' Paora, Párizs
- 1978 • Magyar Intézet, Prága
- 1979 • Cappa G., Athén
- 1981 • Somogyi Képtár, Kaposvár
- 1985 • Jurisich Múzeum, Kőszeg
- 1986 • Műcsarnok, Budapest • Kékfestő Múzeum, Pápa
- 1989 • József Attila Művelődési Ház, Nádudvar • Művelődési Központ, Hajdúböszörmény
- 1992 • Kékfestő Múzeum, Pápa (állandó, gyűjteményes kiállítás)
- 1994 • Díjnyertesek kiállítása, Szombathelyi Képtár, Szombathely.

### Csoportos
- 1968 • Textil Falikép '68, Ernst Múzeum, Budapest
- 1970 • 1. Fal- és Tértextil Biennálé, Savaria Múzeum, Szombathely
- 1972 • 2. Fal- és Tértextil Biennálé, Savaria Múzeum, Szombathely
- 1974 • Iparművészeti Világkiállítás, Torontó
- 1975 • Design Center, Helsinki
- 1976 • Grassi Museum, Lipcse • Magyar Textilművészeti kiállítás, Tunisz
- 1977 • Modern Magyar Textilművészet, Kunstmuseum, Aalborg, Dánia
- 1978 • Modern Magyar Textilművészet, Saint Nicolaus-templom, Koppenhága
- 1980 • A kéz intelligenciája, Műcsarnok, Budapest
- 1984 • 8. Fal- és Tértextil Biennálé, Savaria Múzeum, Szombathely
- 1988 • 10. Fal- és Tértextil Biennálé, Szombathelyi Képtár, Szombathely
- 1990 • Von Mini zu Maxi, Eisenstadt • Moderne Ungarische Textilkunst, Bécsújhely, Ausztria
- 1992 • 12. Magyar Textilbiennále (Fal- és Tértextil Biennálé), Szombathelyi Képtár, Szombathely.

## Köztéri alkotásai
- Házasságkötő Terem (Budapest V. kerülete, Tanácsháza)
- Budapest Étterem (Tokió)
- Magyar Étterem (Varsó)

## Művei közgyűjteményekben
- Magyar Iparművészeti Múzeum, Budapest
- Janus Pannonius Múzeum, Pécs
- Kékfestő Múzeum, Pápa
- Szombathelyi Képtár, Szombathely.

## Díjak, elismerések
- Munkácsy-díj (1970)
- 2. Fal- és Tértextil Biennále díj (Szombathely, 1972)
- SZOT-díj (1976)
- A svájci Rózsa Anna Alapítvány díja (1984, 1992)
- Érdemes művész (1987)
- A Magyar Köztársasági Érdemrend tisztikeresztje polgári tagozat (2001)